# Sviščev dan
Sviščev dan ili Dan svisca (francuski: Jour de la Marmotte; njemački: Murmeltiertag) američki je praznik koji se slavi 2. veljače svake godine. 
Prema predaji, ako je oblačno i svizac se pojavi iz svoje jazbine toga dana, onda će uslijediti rano proljeće; a ako je pak sunčano, svizac vidi svoju sjenu i vrati se u jazbinu, te će godine zima, odnosno hladno vrijeme, trajati još 6 tjedana. Dok je tradicija i dalje popularna u 21. stoljeću, studije nisu otkrile dosljednu povezanost između svizca koji vidi svoju sjenu i vremena koje je uslijedilo nakon toga.
Ovaj praznik prate jutarnji festivali koji promatraju svisca kako izlazi iz nastambe. Prvi put je zabilježen 1841.
U jugoistočnoj Pennsylvaniji, svišćeve lože (Grundsow Lodges) slave ovaj praznik fersommlingom, društvenim događajem u kojem se servira hrana, održavaju govori te održavaju skečevi i predstave radi zabave. 
Najveća proslava sviščeva dana je u Punxsutawneyju, gdje se nalazi svizac Punxsutawney Phil. Sviščev dan postao je nadaleko poznat i popularna tradicija, pogotovo nakon filma Beskrajni dan iz 1993. godine. Neki drugi gradovi u Sjedinjenim Državama i Kanadi također obilježavaju ovaj događaj.
Nizozemci iz Pennsylvanije bili su doseljenici iz njemačkog govornog područja Europe. Nijemci su imali tradiciju obilježavanja Svijećnice (2. veljače) kao "Dana jazavca" (njem. Dachstag), na koji je jazavac koji je izlazio iz jazbine naišao na sunčan dan i tako bacao sjenu, najavljivao je još četiri tjedna zime.  

## Vanjske poveznice
- Sviščev dan - službena internetska stranica